# Гнедич, Татьяна Григорьевна
Татья́на Григо́рьевна Гне́дич (17 (30) января 1907, с. Куземин, Зеньковский уезд, Полтавская губерния, ныне Ахтырский район, Сумская область — 7 ноября 1976, Пушкин) — советская переводчица и поэтесса.

## Биография
Родилась в дворянской семье; праправнучатая племянница Николая Гнедича, знаменитого переводчика «Илиады». В 1930 году поступила на филологический факультет ЛГУ, работала литературным консультантом, впоследствии преподавала английский язык и литературу в Восточном институте, Ленинградском государственном педагогическом институте имени А. И. Герцена. Всю блокаду прожила в Ленинграде, в 1942—1943 годах работала военным переводчиком.
27 декабря 1943 года арестована по сфабрикованному обвинению, в 1945 году приговорена к 10 годам лагерей. Во время следствия полтора года провела в одиночной камере «Большого дома» на Литейном, в этот период ей удалось выполнить самую значительную переводческую работу своей жизни — перевод поэмы Байрона «Дон Жуан». Не имея возможности пользоваться книгами, писательница долгое время переводила текст по памяти, держа в уме также и собственный перевод. Сохранилась городская легенда, согласно которой ещё до ареста писательница жаловалась друзьям на нехватку времени, чтобы поработать над переводом поэмы, и мечтала об одиночестве. Когда после полутора лет в одиночной камере к ней «подсадили» другую заключённую, писательница так возмутилась, что пришлось вызывать начальство. «Зачем вы подсадили ко мне эту женщину?» — с гневом спросила Гнедич. «Но, Татьяна Григорьевна, никто не может выдержать одиночной камеры более полутора лет», ответил ей начальник тюрьмы. «Нам с Байроном никто не нужен», — ответила она.
В 1956 году реабилитирована.

Перевод «Дон Жуана» был опубликован после освобождения, в 1959 году, массовым тиражом и принёс автору известность, впоследствии многократно переиздавался. Гнедич переводила также Шекспира, Вальтера Скотта, Корнеля, Ганса Сакса и др.
В 1957 году возглавила семинар поэтического перевода при Доме культуры г. Пушкина. Семинар просуществовал до 1976 года в составе: Василий Бетаки, Георгий Бен, Ирина Комарова, Михаил Яснов, Виктор Топоров, Галина Усова, Владимир Васильев, Давид Шраер-Петров, Александр Щербаков; позднее добавились другие участники. Поэтесса Юлия Вознесенская называет Татьяну Гнедич своим «первым и единственным учителем в поэзии».
В эти же годы вокруг Гнедич образуется круг молодых поэтов, многие из которых стали ведущими поэтами ленинградского андеграунда. Среди них — Виктор Ширали, Виктор Кривулин, Юрий Алексеев, Борис Куприянов, Константин Кузьминский и Пётр Чейгин. Гнедич олицетворяла для них связь времён и была своего рода арбитром вкуса, влияя на молодых авторов не только своими суждениями, но и своею личностью.
Умерла 7 ноября 1976 года. Похоронена на Казанском кладбище.
Всю жизнь писала стихи, которые практически не публиковались; книга её избранных стихотворений «Этюды. Сонеты» вышла в 1977 году, через несколько месяцев после её смерти. В том же году общими усилиями поэтов и переводчиков, входивших в её круг, была собрана книга её памяти, из которой в самиздатском журнале «37» (№ 9, 1977) был опубликован раздел стихов и переводов.

## Книги
- Этюды. Сонеты / Предисловие М. Дудина. — Л.: Лениздат, 1977. — 88 с.
- Жестокая трава / Иллюстрации Г. А. В. Траугот. — СПб.: Агат, 2002.
- Страницы плена и страницы славы: [сборник произведений и переводов автора и воспоминаний о ней]. — СПб.: Genio loci, 2008. — 431 с., [8] л. ил. ISBN 978-5-9900655-7-4